# Trophu kagyü
A trophu kagyü (tibeti: ཁྲོ་ཕུ་བཀའ་བརྒྱུད་་, wylie: khro phu bka’ brgyud) a tibeti buddhizmusban a kagyü iskola egyik ága.

## Története
Az iskolát Phagmo Drupa Dordzse Gyalpo tanítványa, Gyelcha Rincsen Gön (tib.: rgyal tsha rin chen mgon; 1118–1195) alapította. A trophu egyik jelentős fordítója volt Throphu Locava Csampa Pel (kínai: 绰浦译师绛巴贝, pinjin: Csuo-pu Ji-si Csiang-pa Pej, tibeti: khro phu lo tsA ba byams pa dpal; 1173–1225), aki a Trophu kolostorban (tibeti: khro phu byams chen chos sde) dolgozott Ü-Cang területén. Lejegyzett tanításait írott formában a Száz Upadesa tartalmazza, amely Gampópa tanítása Mahámudrával kapcsolatban. A 19. század közepén Dzsamgön Kongtrül Lodrö Taje különböző orális hagyományokat gyűjtött össze, köztük a kagyü tanításait is. Az ebből született mű címe A szóbeli hagyományok kincse (tibeti: gdams ngag mdzod). A trophu kagyü iskolában használt tanok javarészt megfelelnek a többi kagyü iskoláéval.